# 象山山脉
象山山脉（Dâmrei Mountains）位于柬埔寨西南部。

## 山脉特征
象山山脉是豆蔻山脉的一个支脉，其面积较小。最高峰为波哥山，海拔1081米。其邻近暹罗湾，植被茂密，其西坡因受西南季风的影响，年平均降雨量为3800至5000毫米，而东坡仅为1020至1520毫米。
1975年前，象山山脉一直都是柬埔寨辣椒种植的主要中心。因内战和动乱，其产量在1980年代一蹶不振，直到1990年代末才开始缓慢复苏。

## 旅游产业
波哥国家公园包含了象山山脉大部分的高地地区及顶峰。其内植物种类繁多，包括大量稀有的兰花。此外，在雨季还存在一些壮观的瀑布。
在波哥山顶有一座废弃的法式小镇，其被称为波哥山小站，是法国殖民官员的避暑山庄。镇上有一个教堂和一个破旧的赌场。附近还有一个柬埔寨军队哨所，亦是一座青年旅馆。这两个地方现已成为了观光景点，但去往的道路修建于1907年，十分的破旧。

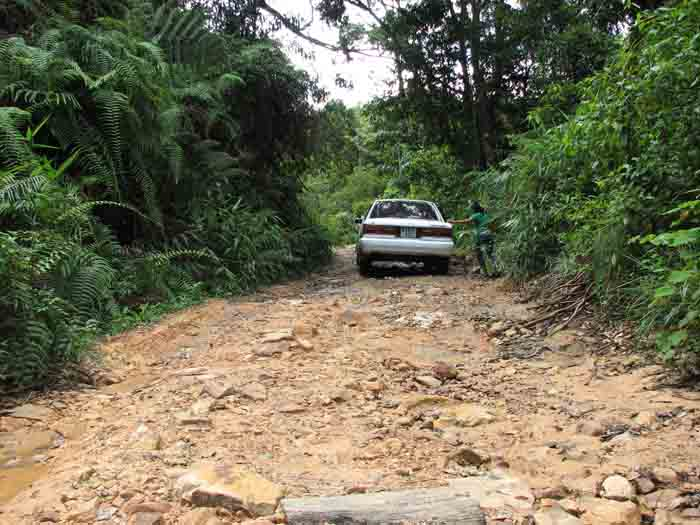
去往波哥山的道路，及
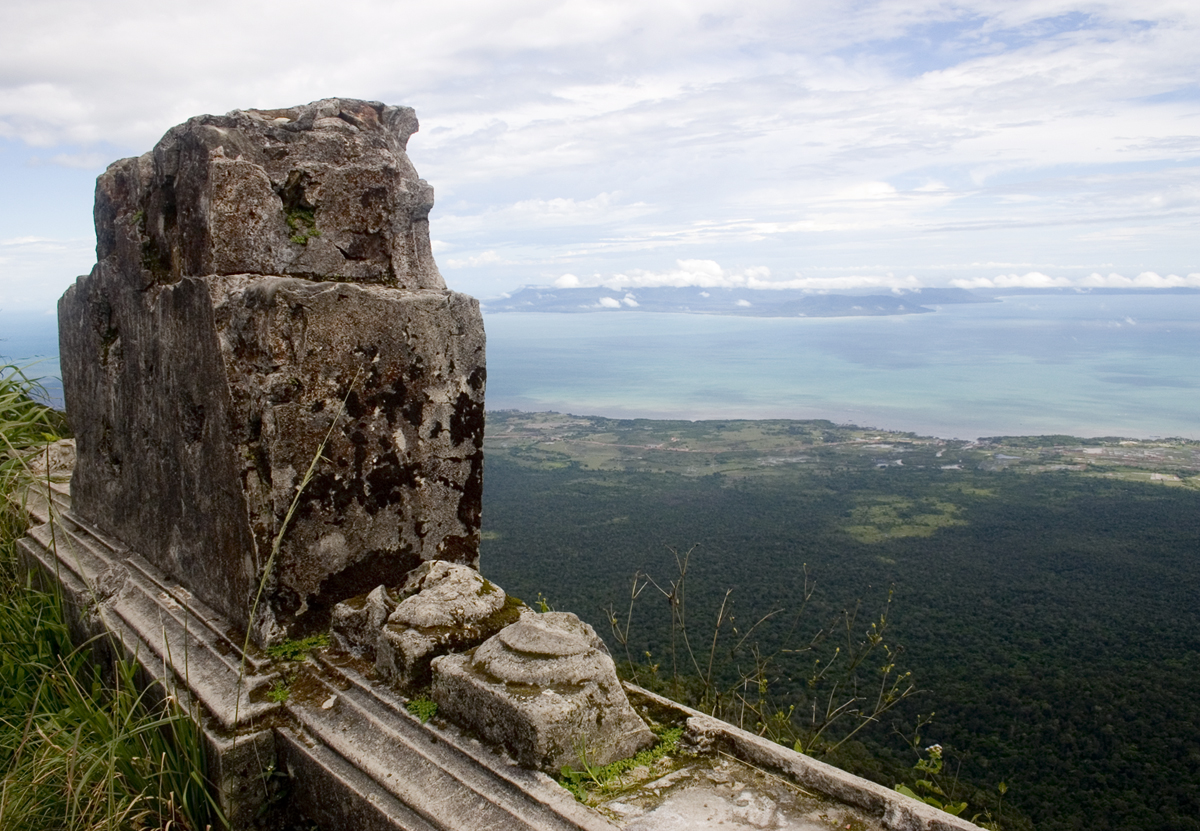
波哥山上的贡布远景
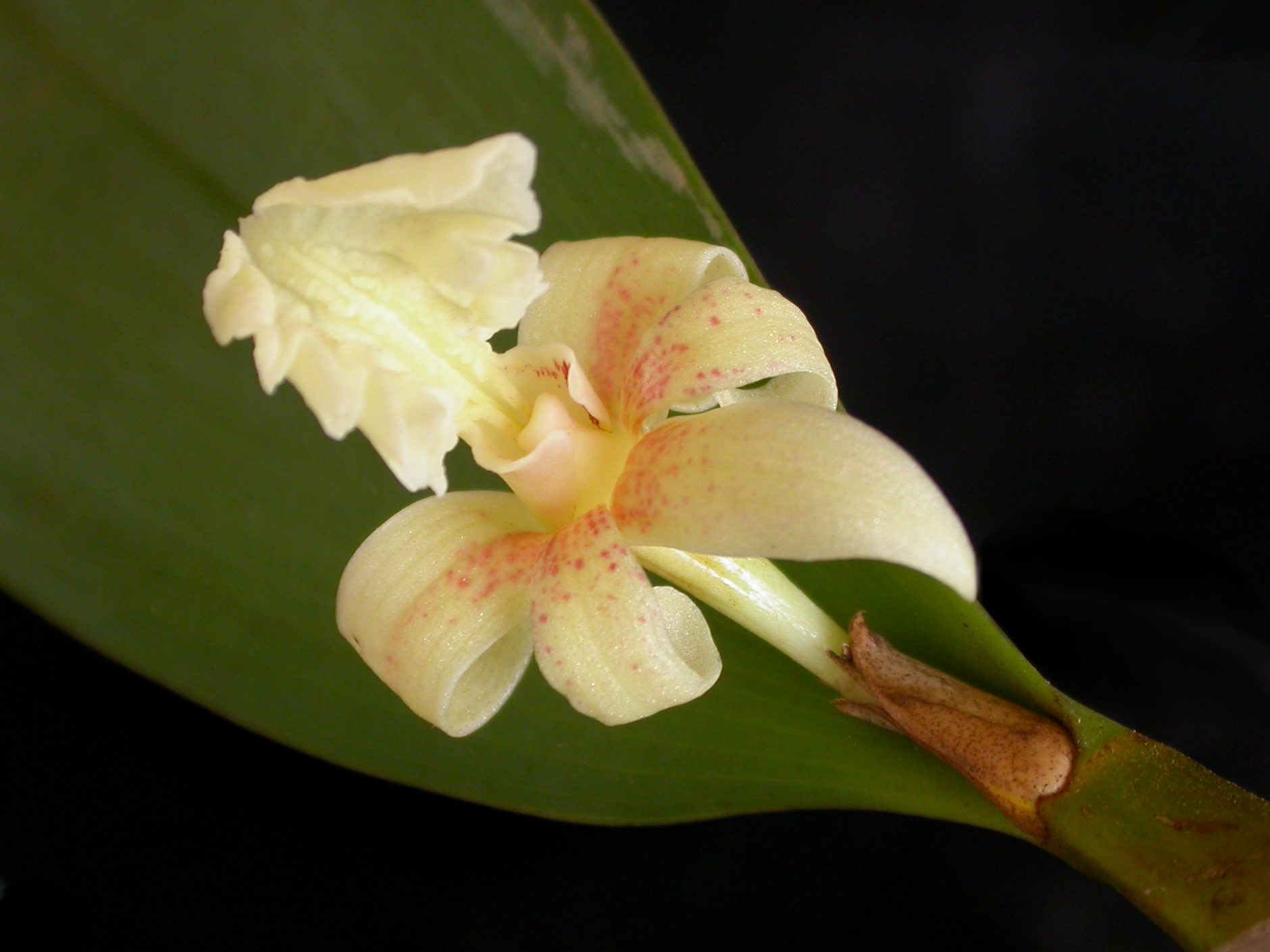
金石斛，一种生长于象山山脉的兰花
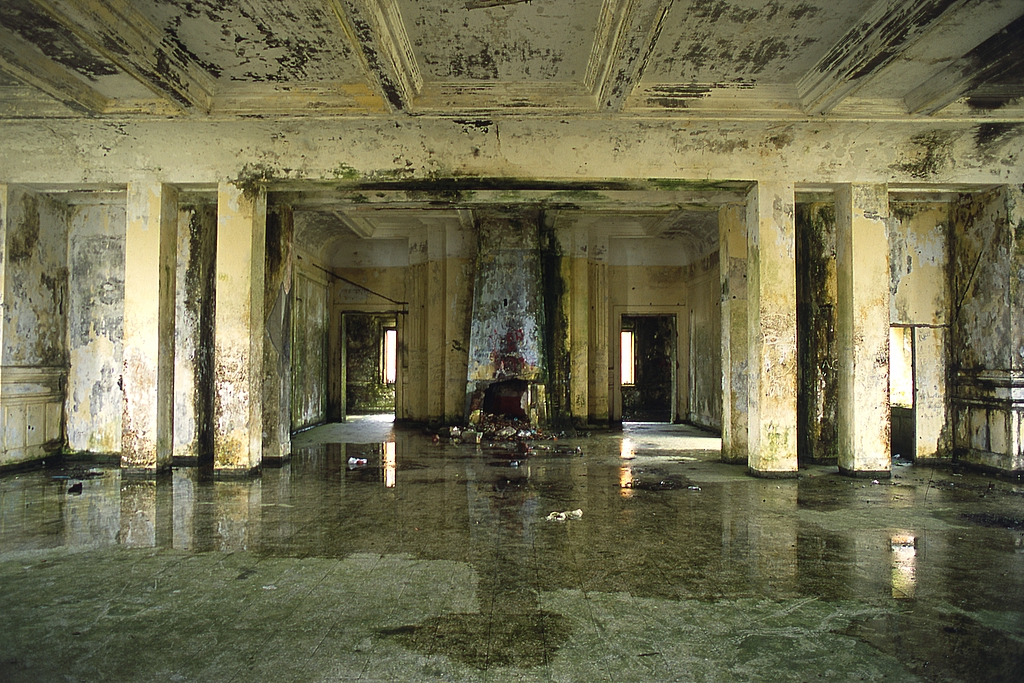
波哥山小站内部
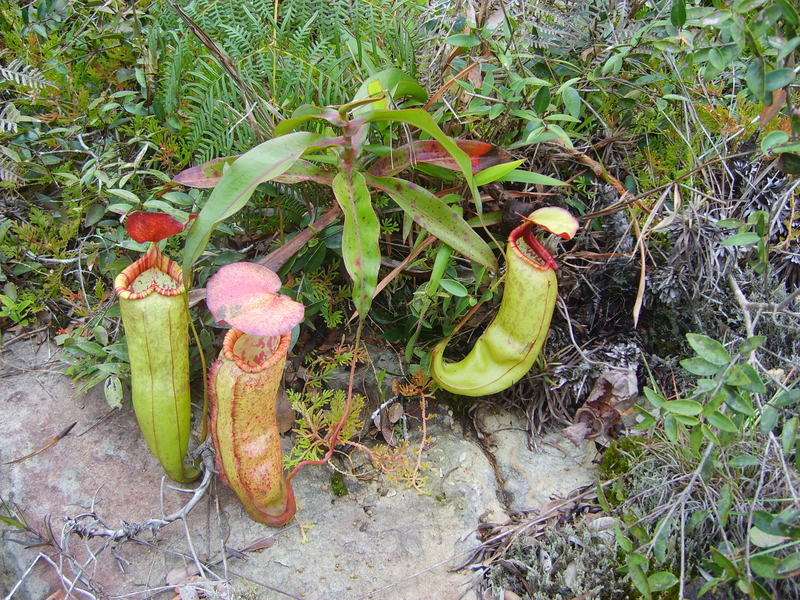
波哥猪笼草，一种存在于波哥山的食虫植物

## 扩展阅读
- Parc national de Bokor au Cambodge[]
- Wildlife Alliance Cambodia Conservation Program
- Conservation International Cambodia Program（页面存档备份，存于）
- Phnom Sampeou - Climbing, Hiking & Mountaineering
- Bokor Mountain Tourism（页面存档备份，存于）
- Protected areas in Cambodia（页面存档备份，存于）